# Caso de violaciones en Manta y Vilca
El caso de violaciones en Manta y Vilca hace referencia a una serie de violaciones sexuales sistemáticas a adolescentes y mujeres campesinas perpetradas por miembros del Ejército peruano entre 1984 y 1998 en los distritos de Manta y Vilca, en la provincia de Huancavelica en la región homónima en Perú. En junio de 2024, después de 20 años de iniciada la investigación, el Poder Judicial sentenció a 10 exmilitares por abusos sexuales cometidos en Huancavelica.
El caso de Manta y Vilca fue uno de los 47 casos remitidos por la Comisión de la Verdad y Reconciliación (CVR) al Ministerio Público. Los hechos se encuentran clasificados en la categoría de crímenes de lesa humanidad. Otro caso de violación remitido por la CVR al Ministerio Público es el caso de M.M.M.B.
Luego del caso de violaciones en Sepur Zarco en Guatemala, el caso de Manta y Vilca es el segundo juicio en Latinoamérica que aborda la violencia sexual durante un conflicto armado interno como crimen de lesa humanidad.

## Historia
El 21 de marzo de 1984 el Ejército peruano estableció una base militar en el distrito de Manta en Huancavelica. Dos años antes, en agosto de 1982, se declaró el estado de emergencia en todo el país debido a la violencia política iniciada por la organización terrorista Sendero Luminoso.
Los abusos sexuales ocurrieron durante el conflicto armado interno en Perú. Algunas de las víctimas eran menores de edad cuando ocurrieron los hechos. Asimismo, muchas de las violaciones fueron colectivas, en donde una o dos mujeres eran abusadas hasta por veinte reclutas. Las violaciones sistemáticas tuvieron lugar en los domicilios de las víctimas y en las bases militares en Manta y Vilca.

## Proceso judicial
En el 2003, 24 mujeres víctimas de violación sexual decidieron hacer una denuncia penal contra sus agresores. En 2007 la Fiscalía Penal de Huancavelica formalizó la denuncia contra 14 miembros de las fuerzas armadas en base a la evidencia de 14 de las 24 víctimas identificadas. En 2009 el caso llegó al Poder Judicial y se inició la etapa de investigación de instrucción en el ámbito judicial, la cual término en 2014. El Estudio para la defensa de los derechos de la mujer (DEMUS) y el Instituto de Defensa Legal (IDL) tienen a su cargo la defensa de las denunciantes. En el año 2015, la Tercera Fiscalía Superior Penal Nacional formuló la acusación fiscal por violación sexual considerada como un delito de lesa humanidad contra los 14 militares denunciados.

### Primer juicio oral
El 8 de julio de 2016 se inició el juicio oral en la Sala Penal Nacional en Lima. En septiembre de 2018 el juicio fue suspendido y la Corte Suprema de Justicia dispuso apartar del caso a los tres magistrados a cargo del caso por falta de imparcialidad. A través de los estereotipos de género, los jueces vulneraron el derecho a la imparcialidad limitándose el derecho a la prueba de contexto histórico.

### Segundo juicio oral
El 13 de marzo de 2019 se inició el segundo juicio oral en una nueva sala que incorporó el enfoque de género y el derecho a la verdad, igualdad y no discriminación.

### Sentencia
El miércoles 19 de junio el Poder Judicial sentenció en una audiencia pública en la Sala Penal Nacional del centro de Lima a 13 exmilitares por el delito de violación sexual cometidos en Huancavelica. También se ordenó la reparación civil de 100 000 soles para cada una de las víctimas de agresión sexual. Los exmilitares y sus sentencias son los siguientes:
- Pedro Pérez López: sentenciado a 6 años de prisión
- Marín Sierra Gabriel: 8 años
- Rufino Rivera Quispe: 10 años
- Vicente Yance Collahuacho: 10 años
- Epifanio Quiñonez Loyola: 10 años
- Amador Gutiérrez Lizarbe: 10 años
- Lorenzo Inga Romero: 10 años
- Raúl Pinto Ramos: 10 años
- Arturo Simarra García: 10 años
- Sabino Valentín Rutti: 12 años

Se reservó el juzgamiento a los acusados Julio Meza, Edwin Carrasco y Diomedes Gutiérrez por encontrarse en calidad de reos contumaces.